# Boris Tadić
Boris Tadić (Servisch: Борис Тадић) (Sarajevo, 15 januari 1958) is een Servisch politicus. Van 11 juli 2004 tot 5 april 2012 was hij president van de Republiek Servië.
Tadić studeerde psychologie aan de Universiteit van Belgrado. Tijdens zijn studententijd werd hij politiek actief. Wegens zijn dissidente activiteiten stond hij in de negatieve aandacht van de communistische autoriteiten. In 1990 werd hij lid van de Democratische Partij. In 2000, na de val van Slobodan Milošević, werd hij minister van telecommunicatie in de federale regering van Joegoslavië, gevolgd door het ministerschap van defensie van Servië en Montenegro in 2003. Hij toonde zich toen een hervormer, en zuiverde het leger van aanhangers van Milošević. Toen in 2003 de leider van de Democratische Partij, Zoran Đinđić, werd vermoord, werd Tadić partijleider.
Tadić vindt zijn aanhang onder jongeren en hoogopgeleiden. Hij is een groot voorstander van het uitleveren van oorlogsmisdadigers aan het Joegoslavië-tribunaal. Hij wil het land dichter bij een lidmaatschap van de Europese Unie brengen. Bij de parlementsverkiezingen van begin 2007 won zijn partij zetels, maar bleef de partij afhankelijk van de DSS van premier Vojislav Koštunica.
Op 24 juni 2007 bood Tadić op de Kroatische televisie officieel zijn excuses aan voor het leed dat de Kroaten in de jaren negentig door de Serviërs is aangedaan.
In 2012 stelde hij zich opnieuw verkiesbaar voor het presidentschap. Daarom trad hij op 5 april van dat jaar af, waarna Slavica Đukić Dejanović het presidentschap tijdelijk waarnam. In de eerste ronde van de verkiezingen, op 6 mei 2012, kregen Tadić en Tomislav Nikolić (Servische Progressieve Partij) de meeste stemmen, waarmee zij doorgingen naar de tweede ronde op 20 mei. Voorafgaand aan die tweede ronde stond Tadić in alle peilingen voor op zijn tegenstander Nikolić, maar uiteindelijk werd Tadić toch verslagen. Tadić kreeg 47,4% van de stemmen, Nikolić 49,4%.
- Gemeinsame Normdatei: 1139065610
- Système universitaire de documentation: 199686645
- Virtual International Authority File: 6761149719117911130000